# Csehimindszent
Csehimindszent (vyslovováno [čehimincent]) je vesnice v Maďarsku v župě Vas, spadající pod okres Vasvár. Nachází se asi 12 km východně od Vasváru. V roce 2015 zde žilo 360 obyvatel. Dle údajů z roku 2011 tvoří 97,5 % obyvatelstva Maďaři, 24,7 % Romové, 1,1 % Němci a 0,3 % Rumuni, přičemž 1,4 % obyvatel se k národnosti nevyjádřilo. Název Csehimindszent znamená v maďarštině "Všichni svatí u Csehi".
Vesnice leží na silnicích 7359 a 7382. Sousedními vesnicemi jsou Csehi, Csipkerek a Mikosszéplak.